# Anielówka
Anielówka – wieś w Polsce położona w województwie lubelskim, w powiecie lubartowskim, w gminie Michów. 
| SIMC    | Nazwa     | Rodzaj    |
| ------- | --------- | --------- |
| 1020602 | Kozyra    | część wsi |
| 1020683 | Przychody | część wsi |

W latach 1975–1998 miejscowość należała administracyjnie do województwa lubelskiego. 
Wieś stanowi sołectwo gminy Michów. Według Narodowego Spisu Powszechnego (III 2011 r.) wieś liczyła 50 mieszkańców.

## Historia
W wieku XIX Anielówkę wymieniono jako wieś w powiecie lubartowskim, gminie Chudowola i parafii Rudno.